# North Plainfield
North Plainfield est un borough du comté de Somerset (New Jersey), dans le New Jersey aux États-Unis. Au recensement de 2010 aux États-Unis, la population de l'arrondissement était de 21 936 habitants,,, reflétant une augmentation de 833 (+ 3,9%) par rapport aux 21 103 recensés lors du recensement de 2000, qui avait à son tour augmenté de 2 283 (+ 12,1%) sur les 18 820 recensés au recensement de 1990.